# Eregonda tenuis
Genre
Espèce
Eregonda tenuis, unique représentant du genre Eregonda, est une espèce d'opilions laniatores de la famille des Assamiidae.

## Distribution
Cette espèce est endémique d'Équateur au Congo-Kinshasa. Elle se rencontre vers Eala.

## Publication originale
- Roewer, 1950 : « Opiliones und Solifuga aus Belgisch Congo. » Revue de Zoologie et de Botanique Africaines, vol. 44, no 1, p. 30–55.